# Арагонес, Луис
Хосе́ Лу́ис Арагоне́с Суа́рес (исп. José Luis Aragonés Suárez; 28 июля 1938, Мадрид — 1 февраля 2014, там же) — испанский футболист и тренер. В качестве футболиста наиболее известен по своим выступлениям за «Атлетико Мадрид», в составе которого трижды становился чемпионом Испании (1966, 1970 и 1973). В качестве тренера привёл сборную Испании к титулу чемпиона Европы 2008 года. На клубном уровне работал со всеми ведущими испанскими клубами (за исключением «Реал Мадрид»): «Барселоной», «Атлетико», «Валенсией», «Севильей», «Бетисом» и «Эспаньолом».

## Карьера игрока

### Начало карьеры
Луис Арагонес родился в мадридском районе Орталеса и начал заниматься футболом, будучи учеником колледжа Хамартинских иезуитов. Юного игрока заметили селекционеры из футбольного клуба «Хетафе Депортиво», в цветах которого будущий голеадор и начал свою профессиональную карьеру. Вскоре талантливого игрока заметили селекционеры мадридского «Реала», и уже в 1958 году Арагонес примерял белую форму королевского клуба. Но будущей звезде Примеры так и не удалось хотя бы раз сыграть за основу «бланкос», и несколько следующих сезонов Арагонес на правах аренды играл в таких клубах, как «Рекреативо» из Уэльвы, футбольный клуб «Эркулес» из Аликанте и, собственно, в резервной команде мадридского «Реала» — «Плюс Ультра».
В середине сезона 1960/61, а именно 11 декабря 1960 года, в матче «Мальорка» — «Овьедо» (1:0) Арагонес дебютировал в Примере в составе команды «Реал Овьедо», правда, опять в качестве арендованного игрока. В майке именно этого клуба молодой форвард сыграл свой первый чемпионат в высшем испанском дивизионе.
В следующем сезоне разорвал все связи с королевским клубом из Мадрида, сотрудничество с которым так и не принесло амбициозному игроку дивидендов, и начал плодотворную игру за другой королевский клуб — «Реал Бетис» из Севильи. Молодой форвард играл в основном составе «Бетиса» на протяжении трех чемпионатов (1961—1964), сыграв в 82 матчах и отметившись 33 голами в ворота соперника.

### Атлетико Мадрид
В 1964 году Арагонес перешёл в клуб, с которым крепко связана как его последующая карьера как игрока, так и будущая тренерская деятельность — он стал игроком «рохо-бланкос» — мадридского «Атлетико». В историю этого клуба Луис Арагонес вошёл как организатор наиболее острых атак, ось и лидер нападения «рохо-бланкос», а также, несомненно, как непревзойденный исполнитель стандартов. В первом своём сезоне во главе с новым форвардом, «Атлетико» добыл в упорной борьбе Кубок Испании (известный также как Королевский Кубок) и занял почетное второе место в турнирной таблице чемпионата. В следующем году «Атлетико», при неизменном лидерстве Арагонеса праздновал уже победное первое место в Примере. В последующие годы вместе с «красно-белыми» Арагонес ещё дважды выигрывал чемпионат Испании и становился обладателем национального кубка. В сезоне 1969/70 Арагонес был удостоен награды «Трофео Пичичи», вручаемого лучшему бомбардиру чемпионата — он забил 16 мячей, разделив звание самого ловкого голеадора с Амансио и товарищем по мадридской команде Хосе Эулохио Гарате.
На пике карьеры в «Атлетико» Арагонес получил прозвище Zapatones (сапатонес), что в буквальном переводе означает «большие бутсы».
Завершил свою карьеру игрока Луис Арагонес также в «Атлетико», в 1974 году после знаменитого матча в финале Кубка европейских чемпионов против мюнхенской «Баварии». Испанцам не хватило нескольких секунд для победы в финале (1:1 — автором гола в ворота баварцев был именно Арагонес), а в переигровке немцы уверенно победили 4:0 и стали обладателями почетного приза.
Всего Луис Арагонес сыграл 360 матчей в Примере, отметившись 161 голом. Больше всего мячей (15) голеадор забил в ворота «Валенсии». За время своей футбольной карьеры форвард лишь трижды получал красную карточку.
Во встречах на Кубок европейских чемпионов Арагонес провел 22 матча, в восьми из которых отметился голом; кроме того 9 мячей (в 18 матчах) он забил во встречах Кубка УЕФА/Кубка Ярмарок.

### Выступления в сборной Испании
В качестве игрока сборной Испании Луис Арагонес выходил на поле в 11 матчах и отметился 3 голами.
Его дебютный матч в её составе состоялся 8 мая 1965 года в гостевом матче в Глазго против сборной Шотландии (0:0). Последний матч за национальную сборную Арагонес сыграл 12 января 1972 года в проходившей в Мадриде встрече против сборной Венгрии (1:0).
В матчах с участием Арагонеса сборная ни разу не потерпела поражения, сыграв вничью 4 матча и одержав победу в 7 встречах.

## Тренерская карьера

### «Атлетико» Мадрид
Сезон 1974/1975 Луис начал в качестве футболиста и отыграл девять матчей чемпионата. В это время из-за неудачного старта сезона был уволен главный тренер команды Хуан Карлоса Лоренсо и руководство «Атлетико» предложило занять пост главного тренера Арагонесу. Тот принял предложение и завершил игровую карьеру.
Первым тренерским успехом Арагонеса стала победа в Межконтинентальном кубке весной 1975 года, завоёванная в матчах с аргентинским «Индепендьенте». Участие в этом матче для «рохо-бланкос» стало возможным после того, как победитель Кубка европейских чемпионов «Бавария» отказалась участвовать в этом турнире (как оказалось, это был единственный случай в истории, когда Межконтинентальный кубок завоевал финалист континентального турнира, а не победитель). Кроме того, «Атлетико» сумел дойти до финала Кубка Испании, где в серии пенальти уступил «Реалу». Несмотря на не самое удачное выступление в чемпионате Испании (итоговое 6-е место) работа молодого тренера была оценена положительно и он продолжил работу с командой.
В следующем сезоне «Атлетико» стал бронзовым призёром чемпионата Испании и выиграл национальный кубок (в решающем матче со счётом 1:0 был обыгран «Реал Сарагоса»). Наконец, в следующем сезоне «матрасники» под руководством Арагонеса выиграли первый за четыре года чемпионский титул (для тренера он в итоге окажется единственным). Весной 1978 года тренер ушёл в отставку, проведя не слишком яркий сезон (6-е место). Однако уже осенью этого же года Арагонес ненадолго вновь возглавил команду, тренируя её на протяжении четырёх туров. По ходу сезона 1979/1980 Луис в третий раз возглавил «Атлетико», однако этот приход оказался неудачным: из-за неудовлетворительных результатов он был вынужден покинуть пост ещё до завершения сезона.
Несмотря на это, весной 1982 года Арагонес вновь принял «Атлетико», на этот раз проработав четыре полноценных сезона. За этот период «матрасники» ни разу не опустились ниже 5-го места в турнирной таблице. Наиболее успешным оказался сезон 1984/1985, когда подопечные Арагонеса стали вице-чемпионами, а также выиграли очередной Кубок Испании (на этот раз в финале со счётом 2:1 был повержен «Атлетик Бильбао»), а также первый в истории клуба Суперкубок Испании (в двухматчевом противостоянии была повержена «Барселона»). Кубковый триумф позволил «Атлетико» дойти до финала Кубка обладателей кубков в следующем году. Однако в финальном матче подопечные Арагонеса уступили с крупным счётом (0:3) киевскому «Динамо» Валерия Лобановского. После этого Арагонес вновь покинул «Атлетико», но как оказалось снова ненадолго — в 1987 году новый президент клуба Хесус Хиль вернул тренера в команду.
Летом 1991 года Арагонес встал во главе «Атлетико» в шестой раз за карьеру. На этот раз ему удалось выиграть бронзовые медали чемпионата Испании, а также выиграть Кубок Короля — уже третий за время работы с «рохо-бланкос». Эта победа была добыта над принципиальным соперником «Реалом», причём на его домашнем стадионе. Однако после разгромного поражения от «Барселоны» (0:5) Хиль уволил прославленного специалиста.
Последний раз во главе «Атлетико» Арагонесу довелось стать летом 2001 года. На тот момент «матрасники» вылетели из элиты испанского футбола и выступали в Секунде (второй дивизион). Мудрецу из Орталесы (такого прозвища Арагонес удостоился от поклонников мадридского клуба) сходу сумел выиграть турнир и вернуть «Атлетико» в Примеру, где на следующий год команда заняла достойное для дебютанта 12-е место, избежав борьбы за выживание. Кроме того, именно Арагонес сумел зажечь звезду будущей легенды клуба Фернандо Торреса. По окончании сезона 2002/2003 Арагонес покинул «Атлетико», на этот раз окончательно. Всего за время работы с ним он выиграл семь различных трофеев.

### Другие клубы
Первым клубом после родного «Атлетико» в тренерской карьере Арагонеса стал «Реал Бетис». Однако под его руководством «бело-зелёные» сыграли лишь первый тур Примеры. Матч против «Расинга» из Сантандера был проигран со счётом 0:2, после чего тренер и клуб приняли решение прекратить сотрудничество.
Успехи Арагонеса с «Атлетико» заставили обратить на него внимание руководство «Барселоны», которая на тот момент находилась в кризисе. На тренерском мостике Арагонес сменил Терри Венейблса, однако добиться выдающихся результатов ему не удалось: команда выступала не стабильно и завершила сезон лишь на 6-м месте. Ситуацию несколько скрасила победа в Кубке Испании (в общей сумме Арагонес выигрывал его четыре раза), однако этого оказалось недостаточным для того, чтобы руководство клуба продолжило доверять специалисту и по завершении сезона он покинул клуб. Некоторое время после этого Арагонес без особого успеха тренировал ещё одну каталонскую команду — «Эспаньол».
Далее в тренерской работе Арагонеса последовала работа с «Севильей», «Валенсией», «Реал Бетисом» (во второй раз в карьере), «Реал Овьедо». Выдающихся результатов ни с одной из команд ему добиться не удалось, однако они демонстрировали стабильную игру, добиваясь локальных успехов. Так, «Валенсия» в сезоне 1995/1996 ударно провела концовку сезона, завоевав серебряные медали чемпионата Испании (по иронии судьбы чемпионский титул в том сезоне достался «Атлетико», который опередил «летучих мышей» на четыре очка), а «Овьедо» четырьмя годами спустя успешно боролся за выживание.
Яркой страницей в тренерской карьере Арагонеса стала работа с «Мальоркой» в сезоне 2000/2001, которая под его руководством во второй (и в последний) раз в своей истории выиграла бронзовые медали чемпионата. В том сезоне впервые о себе заявил молодой нападающий Самюэль Это’о. Через два года Арагонес вернулся в «Мальорку», проработав с ней ещё сезон, но на этот раз результат был куда скромнее — 11-е место в турнирной таблице.
Последним клубом в тренерской карьере Арагонеса стал турецкий «Фенербахче», который стал первым иностранным клубом в его карьере. Под руководством испанского специалиста «жёлтые канарейки» заняли лишь четвёртое место в чемпионате Турции, после чего стороны приняли решение прекратить сотрудничество.
На протяжении своей тренерской деятельности в испанских клубах Луис Арагонес провел 1045 матчей: 757 матчей в рамках Примеры и 42 матча Сегунды, 138 поединков на Кубок Испании, 32 матча на Кубок Лиги, 6 — на Суперкубок и Кубок чемпионов УЕФА, 25 — на Кубок УЕФА, и 2 матча — за Межконтинентальный Кубок.

### Сборная Испании
В 2004 году Арагонес принял приглашение Испанской Королевской Федерации Футбола возглавить национальную сборную Испании. На этом посту 1 июля 2004 года он сменил Иньяки Саэса, уволенного после провального выступления сборной на Евро-2004 в Португалии. Впервые под руководством нового тренера команда вышла на поле 18 августа 2004 года в домашнем матче против сборной Венесуэлы. Дебют Арагонеса оказался успешным — Испания одержала победу над латиноамериканской командой со счетом 3:2. В том же году подвергся критике за расистские высказывания в адрес Тьерри Анри.
Под руководством Арагонеса испанская сборная в 2006 году принимала участие в мировом футбольном чемпионате. На пути к финалу, в отборочном цикле мундиаля, испанцы заняли лишь второе место в группе 7 (на первом разместилась Сербия и Черногория), и испанцы были вынуждены сыграть серию стыковочных матчей. Правда, в отборочном цикле сборная Арагонеса ни разу не проиграла. В первой же встрече Испания разгромила сборную Словакии — 5:1, причем в первые 20 стартовых минут подопечные Арагонеса отметились сразу двумя голами.
На чемпионате мира в Германии испанцы провели серию матчей без поражений, лишь в 1/8 финала уступив сборной Франции — 1:3. Это было первое поражение сборной под руководством Арагонеса в 25 встречах. В отборочном цикле к чемпионату Европы 2008 года сборная Испании на старте проиграла шведам и северным ирландцам, и после этого Арагонес решил уйти в отставку, но Королевская федерация футбола решила иначе и оставила тренера в должности, продлив контракт с «мудрецом из Орталеси» до 2008 года. В итоге испанская сборная всё же заняла первое место в группе F, опередив сборную Швеции и не дав северным ирландцам догнать себя. В Австрии и Швейцарии испанская сборная выиграла все семь матчей: уверенно заняла первое место в группе, одержав три победы, в 1/4 финала после нулевой ничьей со сборной Италии в основное время матча одержала победу в серии пенальти, в полуфинале одержала разгромную победу над сборной России со счетом 3:0, а в финале обыграла сборную Германии со счётом 1:0 и выиграла свой первый с 1964 года титул чемпионов Европы.
После окончания Евро-2008 контракт Арагонеса с федерацией футбола Испании истёк (на посту наставника национальной команды его сменил Висенте Дель Боске). По первоначальным сообщениям прессы, Арагонес мог возглавить один из ведущих клубов Мексики — «Америка». Позднее пресс-служба «Фенербахче» сообщила о достижении договоренности о подписании Арагонесом двухлетнего контракта с турецким клубом.
Скончался 1 февраля 2014 года в Мадриде.

## Награды и достижения

### В качестве игрока
- Чемпион Испании (3): 1966, 1970, 1973
- Обладатель Кубка Испании (2): 1965, 1972
- Финалист Кубка европейских чемпионов: 1974
- Лучший бомбардир чемпионата Испании: 1970

### В качестве тренера
- Чемпион Испании: 1977
- Обладатель Кубка Испании: 1976, 1985, 1988, 1992
- Обладатель Суперкубка Испании: 1985
- Обладатель Межконтинентального Кубка: 1974
- Финалист Кубка обладателей кубков: 1986
- Чемпион Европы 2008 года

### Личные
- Лучший бомбардир чемпионата Испании: 1969/70
- Большой крест Королевского ордена «За спортивные заслуги»: 2001
- Лучший тренер мира по версии IFFHS: 2008
- Обладатель трофея «Легенда» по версии читателей газеты «Marca»

## Статистика выступлений
| Клуб                    | Сезон            | Лига | Лига | Кубок | Кубок | Еврокубки | Еврокубки | Прочие | Прочие | Итого | Итого |
| Клуб                    | Сезон            | Игры | Голы | Игры  | Голы  | Игры      | Голы      | Игры   | Голы   | Игры  | Голы  |
| ----------------------- | ---------------- | ---- | ---- | ----- | ----- | --------- | --------- | ------ | ------ | ----- | ----- |
| Хетафе Депортиво        | 1957/58          | 12   | 2    | -     | -     | -         | -         | 0      | 0      | 12    | 2     |
| Хетафе Депортиво        | Итого            | 12   | 2    | 0     | 0     | 0         | 0         | 0      | 0      | 12    | 2     |
| Реал Мадрид             | 1958/59          | 0    | 0    | 0     | 0     | 0         | 0         | 0      | 0      | 0     | 0     |
| Реал Мадрид             | Итого            | 0    | 0    | 0     | 0     | 0         | 0         | 0      | 0      | 0     | 0     |
| Рекреативо (аренда)     | 1958/59          | 19   | 7    | -     | -     | -         | -         | 0      | 0      | 19    | 7     |
| Рекреативо (аренда)     | Итого            | 19   | 7    | 0     | 0     | 0         | 0         | 0      | 0      | 19    | 7     |
| Эркулес (аренда)        | 1959/60          | 24   | 17   | -     | -     | -         | -         | 0      | 0      | 24    | 17    |
| Эркулес (аренда)        | Итого            | 24   | 17   | 0     | 0     | 0         | 0         | 0      | 0      | 24    | 17    |
| Плюс Ультра (фарм-клуб) | 1960/61          | 8    | 11   | 1     | 0     | -         | -         | 0      | 0      | 9     | 11    |
| Плюс Ультра (фарм-клуб) | Итого            | 8    | 11   | 1     | 0     | 0         | 0         | 0      | 0      | 9     | 11    |
| Реал Овьедо             | 1960/61          | 13   | 4    | 0     | 0     | 0         | 0         | 2      | 1      | 15    | 5     |
| Реал Овьедо             | Итого            | 13   | 4    | 0     | 0     | 0         | 0         | 2      | 1      | 15    | 5     |
| Реал Бетис              | 1961/62          | 28   | 8    | 4     | 2     | 0         | 0         | 0      | 0      | 32    | 10    |
| Реал Бетис              | 1962/63          | 30   | 14   | 7     | 6     | 0         | 0         | 0      | 0      | 37    | 20    |
| Реал Бетис              | 1963/64          | 24   | 11   | 0     | 0     | 0         | 0         | 0      | 0      | 24    | 11    |
| Реал Бетис              | Итого            | 82   | 33   | 11    | 8     | 0         | 0         | 0      | 0      | 93    | 41    |
| Атлетико Мадрид         | 1963/64          | 0    | 0    | 5     | 3     | 0         | 0         | 0      | 0      | 5     | 3     |
| Атлетико Мадрид         | 1964/65          | 30   | 19   | 6     | 3     | 7         | 6         | 0      | 0      | 43    | 28    |
| Атлетико Мадрид         | 1965/66          | 28   | 18   | 4     | 0     | 6         | 2         | 0      | 0      | 38    | 20    |
| Атлетико Мадрид         | 1966/67          | 23   | 11   | 5     | 4     | 4         | 4         | 0      | 0      | 32    | 19    |
| Атлетико Мадрид         | 1967/68          | 28   | 16   | 6     | 2     | 4         | 1         | 0      | 0      | 38    | 19    |
| Атлетико Мадрид         | 1968/69          | 17   | 4    | 4     | 2     | 4         | 2         | 0      | 0      | 25    | 8     |
| Атлетико Мадрид         | 1969/70          | 30   | 16   | 4     | 3     | 0         | 0         | 0      | 0      | 34    | 19    |
| Атлетико Мадрид         | 1970/71          | 17   | 3    | 7     | 1     | 8         | 6         | 0      | 0      | 32    | 10    |
| Атлетико Мадрид         | 1971/72          | 31   | 11   | 7     | 3     | 2         | 0         | 0      | 0      | 40    | 14    |
| Атлетико Мадрид         | 1972/73          | 32   | 16   | 2     | 0     | 3         | 2         | 0      | 0      | 37    | 18    |
| Атлетико Мадрид         | 1973/74          | 23   | 9    | 5     | 1     | 9         | 2         | 0      | 0      | 37    | 12    |
| Атлетико Мадрид         | 1974/75          | 6    | 0    | 0     | 0     | 3         | 3         | 0      | 0      | 9     | 3     |
| Атлетико Мадрид         | Итого            | 265  | 123  | 55    | 22    | 50        | 28        | 0      | 0      | 370   | 173   |
| Всего за карьеру        | Всего за карьеру | 423  | 197  | 67    | 30    | 50        | 28        | 2      | 1      | 542   | 256   |

## Тренерская статистика
| Атлетико Мадрид | Флаг Испании (1977—1981) | 26 ноября 1974   | 30 июня 1978     | 159  | 79  | 34  | 46  | 49,68 |
| Атлетико Мадрид | Флаг Испании (1977—1981) | 10 октября 1978  | 7 ноября 1978    | 4    | 2   | 2   | 0   | 50,00 |
| Атлетико Мадрид | Флаг Испании (1977—1981) | 1 июля 1979      | 17 марта 1980    | 27   | 7   | 10  | 10  | 25,93 |
| Реал Бетис      | Испания                  | 1 июля 1981      | 20 сентября 1981 | 1    | 0   | 0   | 1   | 00,00 |
| Атлетико Мадрид | Испания                  | 1 июля 1982      | 30 июня 1986     | 162  | 83  | 38  | 41  | 51,23 |
| Атлетико Мадрид | Испания                  | 3 февраля 1987   | 30 июня 1987     | 24   | 12  | 2   | 10  | 50,00 |
| Барселона       | Испания                  | 23 сентября 1987 | 4 мая 1988       | 43   | 18  | 12  | 13  | 41,86 |
| Эспаньол        | Испания                  | 1 июля 1990      | 30 июня 1991     | 38   | 12  | 10  | 16  | 31,58 |
| Атлетико Мадрид | Испания                  | 1 июля 1991      | 2 февраля 1993   | 95   | 51  | 20  | 24  | 53,68 |
| Севилья         | Испания                  | 1 июля 1993      | 30 июня 1995     | 82   | 33  | 25  | 24  | 40,24 |
| Валенсия        | Испания                  | 1 июля 1995      | 17 ноября 1996   | 65   | 36  | 10  | 19  | 55,38 |
| Реал Бетис      | Испания                  | 1 июля 1997      | 30 июня 1998     | 48   | 21  | 11  | 16  | 43,75 |
| Реал Овьедо     | Испания                  | 1 июля 1999      | 30 июня 2000     | 40   | 11  | 13  | 16  | 27,50 |
| Мальорка        | Испания                  | 1 июля 2000      | 30 июня 2001     | 45   | 25  | 11  | 9   | 55,55 |
| Атлетико Мадрид | Испания                  | 1 июля 2001      | 30 июня 2003     | 87   | 39  | 22  | 26  | 44,82 |
| Мальорка        | Испания                  | 14 октября 2003  | 30 июня 2004     | 38   | 17  | 5   | 16  | 44,73 |
| Сборная Испании | Испания                  | 1 июля 2004      | 30 июня 2008     | 54   | 39  | 11  | 4   | 72,22 |
| Фенербахче      | Турция                   | 1 июля 2008      | 30 июня 2009     | 53   | 28  | 11  | 14  | 52,83 |
| Всего           | Всего                    | Всего            | Всего            | 1065 | 513 | 247 | 305 | 48,17 |